# ترانسفلوترین
ترانسفلوترین (به انگلیسی: Transfluthrin) یک ترکیب شیمیایی با شناسه پاب‌کم ۶۵۶۶۱۲ است. شکل ظاهری این ترکیب، بلورهای بی‌رنگ است.